# Vrijmetselarij in Nederland

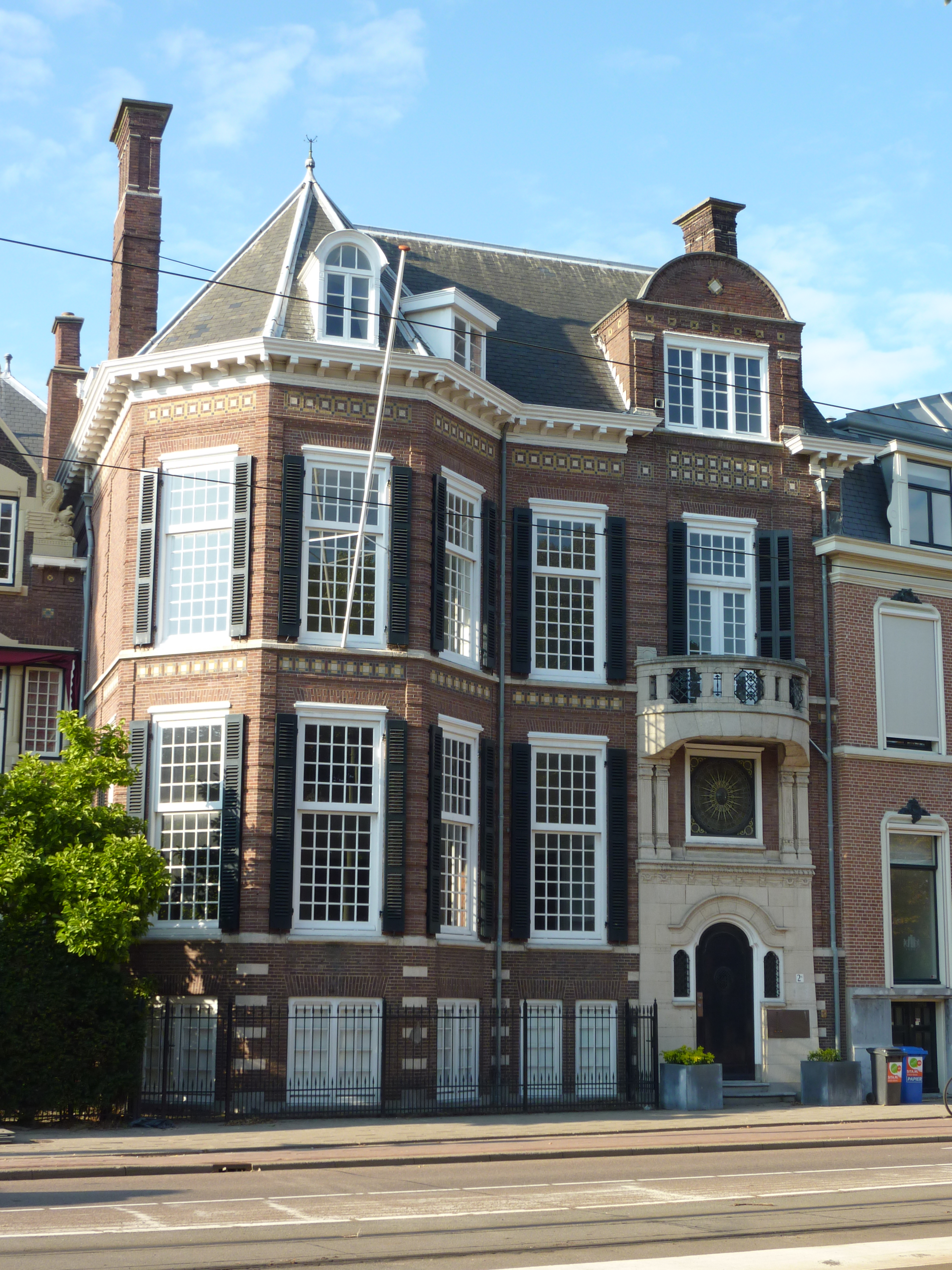
Hoofdkantoor Grootoosten der Nederlanden, Den Haag.

De vrijmetselarij in Nederland omvat een een groot aantal obediënties ofwel koepelorganisaties van vrijmetselaarsloges. De oudste en grootste is de Orde van Vrijmetselaren onder het Grootoosten der Nederlanden die anno 2025 ongeveer 5500 leden heeft. Daarnaast zijn er nog verschillende kleinere obediënties. Er zijn obediënties die alleen toegankelijk zijn voor mannen, voor vrouwen en gemengde obediënties.
De basis wordt gevormd door die obediënties waar de basisgraden van leerling, gezel en meester worden verleend. Daarnaast zijn er diverse obediënties voor de vervolgpaden of hogere graden, waarin aspecten van de drie basisgraden verder worden uitgewerkt. De vervolgpaden - ook wel voortgezette werkwijzen genaamd - kennen daarbij hun eigen inwijdingen en gradenstelsel.
Ten slotte zijn er ook een aantal aan de vrijmetselarij verwante organisaties in Nederland, waaronder enkele para-maçonnieke; dit zijn organisaties die overeenkomsten vertonen met de vrijmetselarij maar er geen deel van uitmaken.  

## Beknopte geschiedenis
De eerste activiteiten op gebied van de vrijmetselarij in Nederland vonden plaats ten tijde van de Republiek der Zeven Verenigde Nederlanden, in 1720-21 kwamen Britse vrijmetselaars bij elkaar in Rotterdam. De eerste loge werd opgericht in 1734 in Den Haag, met de naam Loge du Grand-Maître des Provinces Unies et du Ressort de la Généralité. Hieruit ontstond later de loge L'Union Royale, die nog steeds bestaat en daarmee de oudste vrijmetselaarsloge van Nederland is. Geleidelijk werden meer loges opgericht en op 26 december 1756 vormden een tiental loges de 'Groote Loge der Zeven Verenigde Nederlanden', een voorloper van de huidige Orde van Vrijmetselaren onder het Grootoosten der Nederlanden.
Met name onder Carel baron van Boetzelaar, grootmeester van 1759 tot 1798 ontwikkelde de vrijmetselarij in Nederland zich gestaag. Onder zijn leiding groeide de Grootloge zich van een twintigtal tot ruim zeventig loges en het aantal leden van de orde vertienvoudigde. Het gezag van de Grootloge breidde zich uit naar de Antillen, Suriname, Bengalen en Ceylon, Oost-Indië en Zuid-Afrika. Tevens vond onder zijn grootmeesterschap in 1770 de erkenning plaats van de Nederlandse Grootloge door de Engelse Grootloge. In deze periode ontwikkelde de toepassing van de hogere graden van de Franse Ritus zich ook steeds verder, wat leidde tot de oprichting van de Orde der Hoge Graden in 1803.
Na de Franse Tijd (1794 - 1814) onder de heerschappij van Napoleon ontstond het Verenigd Koninkrijk der Nederlanden, waarbij de zoon van stadhouder Willem V werd geïnstalleerd als koning Willem I. De tweede zoon van Willem I, prins Frederik, was gedurende 65 jaar (1816 - 1881) grootmeester van de Orde van Vrijmetselaren onder het Grootoosten der Nederlanden. Onder zijn leiding kwam de vrijmetselarij in Nederland tot grote bloei. In 1818 richtte hij de Afdeling van de Meestergraad op, als tegenhanger van de toendertijd meer christelijk georiënteerde Orde der Hoge Graden.
Na de overgang van de 19e naar de 20e eeuw werd de Aloude en Aangenomen Schotse Ritus steeds populairder binnen de Nederlandse vrijmetselarij en in 1912 werd de Opperraad van de Aloude en Aangenomen Schotse Ritus in Nederland opgericht. Ook werden de eerste gemengde loges voor zowel mannen als vrouwen opgericht en in 1919 werd de Nederlandse Federatie Le Droit Humain geconstitueerd, een gemengde obediëntie.
De Tweede Wereldoorlog vormde een zware tijd voor de Nederlandse vrijmetselarij: alle activiteiten werden verboden en grootmeester Hermannus van Tongeren kwam om in het concentratiekamp Sachsenhausen . Na de Bevrijding werd de draad weer opgepakt, maar in 1961 verbraken de loges in Zuid-Afrika die onder het gezag van het Grootoosten der Nederlanden vielen de banden met Nederland. In 1949 werd voormalig Nederlands-Indie onafhankelijk in de vorm van de republiek Indonesië, wat er toe leidde dat de loges van het Grootoosten na twee eeuwen aanwezigheid aldaar in 1962 hun werkzaamheden moesten beëindigen.  
Vanaf het midden van de 20e eeuw hebben verschillende Engelse obediënties hun plaats veroverd in het Nederlandse maçonnieke landschap, zoals de Orde van het Heilig Koninklijk Gewelf en de Orde van Merkmeesters.
In 1947 werd een eerste para-maçonnieke organisatie voor vrouwen opgericht, de Orde van Weefsters Vita Feminae Textura. In 2015 is de eerste obediëntie voor vrouwen opgericht, de Orde van Vrouwelijke Vrijmetselaren Nederland.

## Basisgraden
Bij de obediënties die in Nederland de basisgraden van leerling, gezel en meester verlenen kan onderscheid gemaakt worden in zelfstandige Nederlandse obediënties en buitenlandse obediënties met een vertegenwoordiging in Nederland.

### Nederlandse obediënties
In onderstaande tabel een opsomming van alle zelfstandige Nederlandse obediënties die de basisgraden van leerling, gezel en meester verlenen, anno 2025.
| Obediëntie                                                    | Oprichting in Nederland | Omvang         | Omschrijving |
| ------------------------------------------------------------- | ----------------------- | -------------- | --- |
| Orde van Vrijmetselaren onder het Grootoosten der Nederlanden | 1756                    | ruim 160 loges | De oudste en grootste obediëntie in Nederland, enkel toegankelijk voor mannen. Het merendeel van haar ruim 160 loges bevindt zich in Nederland, maar er zijn ook loges in de Nederlandse Caraïben, Suriname en Zimbabwe. De orde is - als enige in Nederland - een reguliere obediëntie, wat betekent dat zij wordt erkend door de United Grand Lodge of England. Zij is ook eigenaar van het Nederlands Vrijmetselarijmuseum. |
| Nederlandsch Verbond van Vrijmetselaren                       | 1919                    | 1 loge         | Dit is een gemengde obediëntie die slechts één loge omvat, loge 'Rakoczy' in Den Haag. Het Nederlandsch Verbond van Vrijmetselaren is in 1919 afgesplitst van Le Droit Humain. |
| Nederlandse Grootloge der Gemengde Vrijmetselarij             | 1960                    | 6 loges        | De Nederlandse Grootloge der Gemengde Vrijmetselarij is eveneens een afsplitsing van Le Droit Humain. |
| Orde van Vrouwelijke Vrijmetselaren Nederland                 | 2015                    | 2 loges        | De jongste obediëntie in Nederland. Zij omvat twee loges, te weten loge 'Alchemilla' in Assen en loge 'de Waterspiegel' in Gouda, die alleen toegankelijk zijn voor vrouwen. |

### Buitenlandse obediënties
Een opsomming van alle buitenlandse obediënties met een vertegenwoordiging in Nederland.
| Obediëntie                               | Oprichting in Nederland | Omvang   | Omschrijving |
| ---------------------------------------- | ----------------------- | -------- | --- |
| Nederlandse Federatie Le Droit Humain    | 1919                    | 18 loges | De Nederlandse vertegenwoordiging van de Ordre Maçonnique Mixte International Le Droit Humain, een internationale gemengde obediëntie die werd opgericht in 1893 en haar hoofdzetel heeft in Parijs. |
| Prince Hall Grand Lodge of Massachusetts | 1971                    | 1 loge   | De Prince Hall Grand Lodge of Massachusets heeft haar hoofdzetel in de Verenigde Staten en was - zoals alle Prince Hall Grand Lodges - oorspronkelijk enkel toegankelijk voor mannen van Afro-Amerikaanse oorsprong. Zij staat nu echter open voor iedere man en heeft een loge in Nederland, loge nr. 26 Blazing Star Lodge in Amersfoort. |
| Grootoosten van Luxemburg                | 2002                    | 1 loge   | Een gemengde obediëntie met haar hoofdzetel in Luxemburg stad. Zij heeft in Nederland een loge in Leeuwarden, loge 'Fiat Lux’. Deze loge werd opgericht in 1939 onder Le Droit Humain en is in 2002 overgegaan naar het Grootoosten van Luxemburg.                                                                                          |
| Grand Orient de France                   | 2017                    | 1 loge   | De oudste obediëntie van Frankrijk met haar hoofdzetel in Parijs. Zij heeft een enkele - gemengde - loge in Nederland, loge Saint Napoléon in Amsterdam. Loge Saint Napoléon bestond al eerder van 1815 tot 1835 en is opnieuw opgericht in 2017 door leden van loge Willem Fredrik.                                                        |

### Autonome loges
Daarnaast kent Nederland nog enkele autonome of 'wilde' loges die niet aan een obediëntie verbonden zijn. Dit zijn de gemengde loges 'Ziggurat' en  'Seshat', beiden gezeteld in den Haag en de loge 'Ithaka', die in Leiden zetelt en alleen voor vrouwen toegankelijk is. Loge 'Seshat' werkt als enige in Nederland volgens de ritus van Memphis-Misraim.

## Vervolgpaden

### Grootoosten der Nederlanden

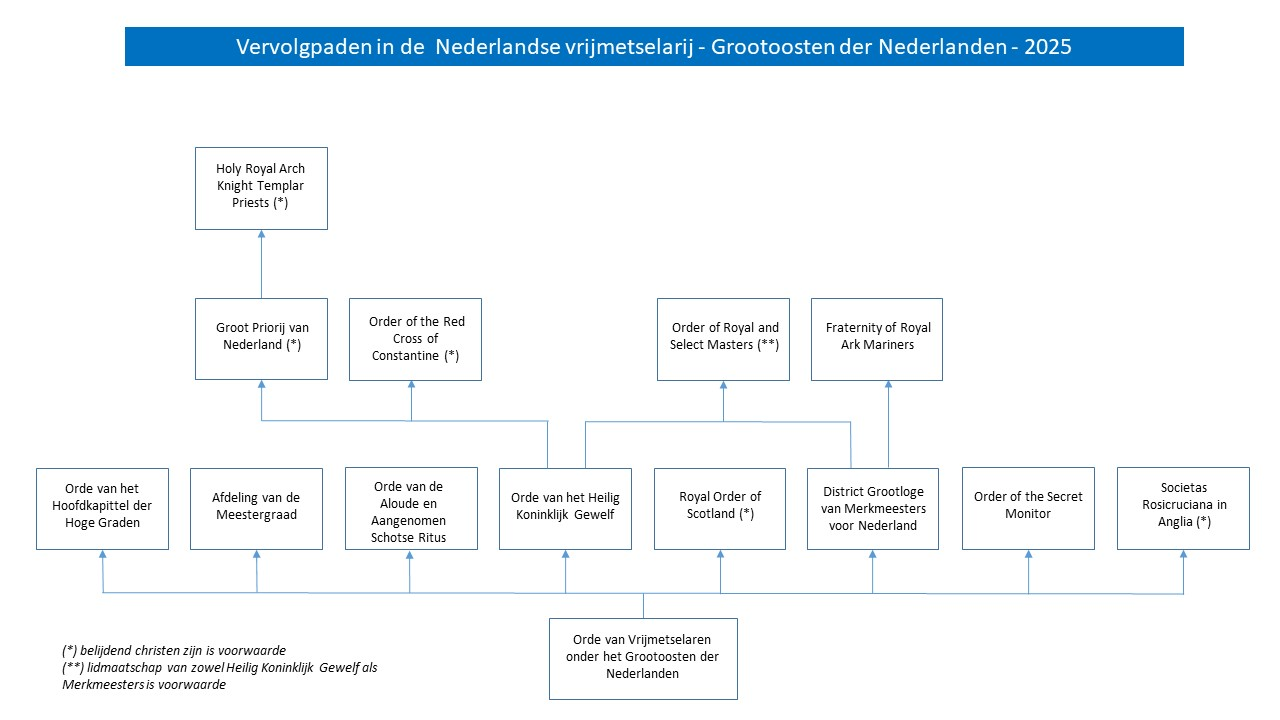
Vervolgpaden Grootoosten der Nederlanden

Het overgrote deel van de vervolgpaden binnen de Nederlandse vrijmetselarij is bedoeld voor meester vrijmetselaars die lid zijn van een symbolieke - ook wel 'blauwe'-  loge van het Grootoosten der Nederlanden, waar de basisgraden van leerling, gezel en meester worden verleend. Bij al deze vervolgpaden gebruikt men verschillende benamingen voor de loges die onder een obediëntie vallen, bijvoorbeeld kapittels of conclaven. 
Ook hier kan onderscheid gemaakt worden in zelfstandige Nederlandse obediënties en buitenlandse obediënties met een vertegenwoordiging in Nederland.

#### Nederlandse obediënties
In onderstaande tabel een opsomming van alle zelfstandige Nederlandse obediënties die een vervolgpad bieden vanuit de loges van het Grootoosten der Nederlanden, anno 2025.
| Obediëntie                                                      | Oprichting in Nederland | Omvang           | Omschrijving |
| --------------------------------------------------------------- | ----------------------- | ---------------- | --- |
| Orde van Vrijmetselaren onder het Hoofdkapittel der Hoge Graden | 1803                    | 35 kapittels     | Het oudste vervolgpad voor meester vrijmetselaars in Nederland, waarbinnen volgens de Franse Ritus wordt gewerkt. De Orde is opgericht in 1803, maar ruim daarvoor werden van de graden van de Franse ritus ook al verstrekt in sommige loges van het Grootoosten. Van de vijfendertig kapittels binnen de Orde bevinden zich er eenendertig in Nederland, twee in Suriname, een op Aruba en een op Curaçao.           |
| Afdeling van de Meestergraad                                    | 1819                    | 55 bouwhutten    | Een obediëntie opgericht door prins Frederik. Dit is een typisch Nederlandse vervolgpad, wat in het buitenland niet voortkomt. Binnen de Bouwhutten van de Afdeling van de Meestergraad ligt de nadruk op de vriendschap tussen de leden, men spreekt ook wel van Vriendenkringen. |
| Orde van de Aloude en Aangenomen Schotse Ritus in Nederland     | 1912                    | 14 consistories  | Men werkt binnen deze orde volgens de Aloude en Aangenomen Schotse Ritus. Deze ritus is wereldwijd een van de meest toegepaste, en is vanuit België naar Nederland gekomen. Van de veertien consistories binnen de Orde bevinden zich er tien in Nederland. Daarnaast zijn er consistories in Suriname, Aruba, Curaçao en Zimbabwe.                                                                                    |
| Orde van het Heilig Koninklijk Gewelf in Nederland              | 1950                    | 22 kapittels     | Men werkt binnen deze orde volgens de ritus van de Royal Arch, die uit Engeland afkomstig is. Er zijn tweeëntwintig kapittels actief binnen de Orde, waarvan eenentwintig in Nederland en een in Suriname. |
| Orden van de Tempel (Knights Templar)                           | 1983                    | 13 preceptorijen | Een vervolgpad voor vrijmetselaars die al lid zijn van de Orde van het Heilig Koninklijk Gewelf. De obediëntie bestaat uit twee - uit Engeland - afkomstige ordes, de Knights Templar en de Ridders van Malta. In 1983 is in Nederland eerst een Provincial Priory gesticht als vertegenwoordiging van de Great Priory of England and Wales and its Provinces Overseas, in 2013 is de obediëntie zelfstandig geworden. |

#### Buitenlandse obediënties
Een opsomming van alle buitenlandse obediënties met een vertegenwoordiging in Nederland. 
| Obediëntie                                                 | Oprichting in Nederland | Omvang                   | Omschrijving |
| ---------------------------------------------------------- | ----------------------- | ------------------------ | --- |
| Orde van Merkmeesters                                      | 1958                    | 21 loges                 | De Engelse Orde van Merkmeesters, die haar hoofdzetel heeft in Londen, wordt in Nederland vertegenwoordigd door de District Grootloge van Merkmeesters voor Nederland. Onder het toezicht van de District Grootloge vallen zowel de Merkmeesterloges als de daaraan gekoppelde Royal Ark Mariner loges in Nederland. Aan vijftien van de eenentwintig Merkmeesterloges is een loge verbonden van de Royal Ark Mariners. |
| Royal Order of Scotland                                    | 1974                    | 1 Provincial Grand Lodge | De orde heeft haar hoofdzetel in Edinburgh, Schotland. De Provincial Grand Lodge 'Netherlands' van de Royal Order of Scotland is werkzaam in Bilthoven |
| Holy Royal Arch Knight Templar Priests                     | 1984                    | 3 tabernakels            | Om opgenomen te kunnen worden in deze orde moet een kandidaat al lid zijn van een preceptorij van de Orden van de Tempel (Knights Templar). De hoofdzetel van de orde bevindt zich in Fulford, Engeland. Het Nederlandse District bestaat uit drie tabernakels die werken in Den Haag, Bilthoven en Terneuzen |
| Order of Royal and Select Masters                          | 1990                    | 2 councils               | Een vervolgpad voor vrijmetselaars die al lid zijn van zowel de Orde van het Heilig Koninklijk Gewelf als van de Merkmeesters. De graden van de Royal and Select Masters staan ook wel bekend als de ‘Cryptic Degrees’. De Orde heeft haar hoofdzetel in Londen en kent twee councils in Nederland: 'The Netherlands' in Nieuwegein en 'Koning Salomo' in Den Haag.                                                     |
| Masonic and Military Order of the Red Cross of Constantine | 1990                    | 8 conclaven              | Eveneens een vervolgpad voor vrijmetselaars die al lid zijn van de Orde van het Heilig Koninklijk Gewelf. De orde heeft haar hoofdzetel in Londen, en kent een Division voor de Benelux. Deze Division kent acht conclaven in Nederland en twee in België. |
| Societas Rosicruciana in Anglia                            | 1993                    | 3 colleges               | Een studiegenootschap voor meester vrijmetselaars die zich willen verdiepen in de relatie tussen de vrijmetselarij en andere spirituele stromingen zoals de Rozekruisers. Het genootschap heeft haar hoofdzetel in North Yorkshire, en kent drie colleges in Nederland die werken in Hengelo, Elspeet en Hilversum. |
| Order of the Secret Monitor                                | 2006                    | 1 conclaaf               | Een Engelse orde met haar hoofdzetel in Londen. In Nederland kent zij een conclaaf, 'Fidelitas' in Bilthoven. |

### Le Droit Humain
Ook binnen de Nederlandse Federatie Le Droit Humain kent men vervolgpaden. Deze orde werkt volgens de Aloude en Aangenomen Schotse Ritus, niet alleen in de drie basisgraden maar ook in de hogere graden daarvan. Daarnaast kent zij in Nederland een vijftal Merkmeesterloges, een loge van de Royal Ark Mariners en een kapittel van het Heilig Koninklijk Gewelf.

## Verwante organisaties
Er zijn verschillende organisaties in Nederland actief die aan de vrijmetselarij gerelateerd zijn. Hierbij kan onderscheid gemaakt worden in twee categoriëen.

### Stichtingen en fondsen
Dit betreft organisaties die gericht zijn op sociale activiteiten, liefdadigheid en geschiedkundig onderzoek, en die verbonden zijn met de vrijmetselarij. In Nederland betreft dit onder meer enkele liefdadigheidsorganisaties:
- De Louisa Stichting, voor hulp aan kinderen in nood
- De Johanna Heilina Stichting
- De De Veer Stichting

Andere relevante organisaties in dit kader 
- Stichting Ritus en Tempelbouw, een geschiedkundige stichting, uitgever van het blad 'Thoth'
- Stichting Fama Fraternitatis[11], een uitgeverij op non-profit basis
- Huize het Oosten, een verzorgingstehuis in Bilthoven.

### Para-maçonnieke organisaties
Met para-vrijmetselarij worden organisaties bedoeld die in structuur, ritueel, symboliek of idealen overeenkomsten vertonen met de vrijmetselarij, maar er geen directe institutionele band mee hebben of geen deel uitmaken van de rituele kern ervan. Een aantal organisaties in Nederland kunnen als zodanig worden aangemerkt:
- De Indepent Order of Odd Fellows is een wereldwijd genootschap met humanitaire doeleinden. Zij is afkomstig uit de Verenigde Staten en kent ook loges en een gradenstelsel. Initieel was de orde alleen voor mannen toegankelijk maar tegenwoordig omvat zij ook vrouwen- en gemengde loges. Er is een gezamenlijke Grootloge voor Nederland en België, in Nederland zijn er 40 loges voor mannen, 23 loges voor vrouwen en 4 gemengde loges
- De Orde van Weefsters Vita Feminea Textura is een initiatieke orde uitsluitend voor vrouwen en omvat 14 loges en enkele werkgroepen. Ze werd opgericht in 1947. Waar in de vrijmetselarij gewerkt wordt met een bouwsymboliek wordt hier gewerkt met een symboliek rondom weven.
- De Orde van Vrije Weefsters Vinculum Verum is  eveneens een orde voor vrouwen, die bijeenkomt in Almelo. Ze werd opgericht in 2001 als afsplitsing van de Orde van Weefsters Vita Feminea Textura.
- De Martinistenorde is een mystieke orde die georiënteerd is op het gedachtegoed van de filosoof Louis-Claude de Saint-Martin. Zij is afkomstig uit Frankrijk en kent eveneens loges en een gradenstelsel.
- B'nai B'rith is een joodse organisatie, initieel opgericht om joodse immigranten te ondersteunen na hun aankomst in de Verenigde Staten. De letterlijke betekenis is 'Kinderen van het Verbond'. In Nederland bevindt zich sinds 1924 loge 'Hilleel'[12].
- De Independent United Order of Mechanics[13][14] is een zogenaamde 'friendly society', met als doel het verlenen van onderlinge hulp en steun aan de leden. Zij is in 1757 opgericht in Engeland en vanuit Suriname naar Nederland gekomen.

In het verleden was er ook een Vereniging van Studerende Kinderen van Vrijmetselaren actief, evenals een Vereniging van Vrouwen van Vrijmetselaren.

## Appendix
Vrijmetselarij · Beginselen · Geschiedenis · Symbolen · Vrijmetselaarsloge · Ordegrondwet · Obediëntie · Regulariteit en irregulariteit · Ritus · Graden · Grootmeester · Gemengde vrijmetselarij · Para-vrijmetselarij · Antivrijmetselarij · Vrijmetselarij in Nederland · Vrijmetselarij in België